# Пегийан
Пегийа́н (фр. Péguilhan, окс. Pegulhan) — коммуна во Франции, находится в регионе Юг — Пиренеи. Департамент — Верхняя Гаронна. Входит в состав кантона Булонь-сюр-Жес. Округ коммуны — Сен-Годенс.
Код INSEE коммуны — 31412.

## География

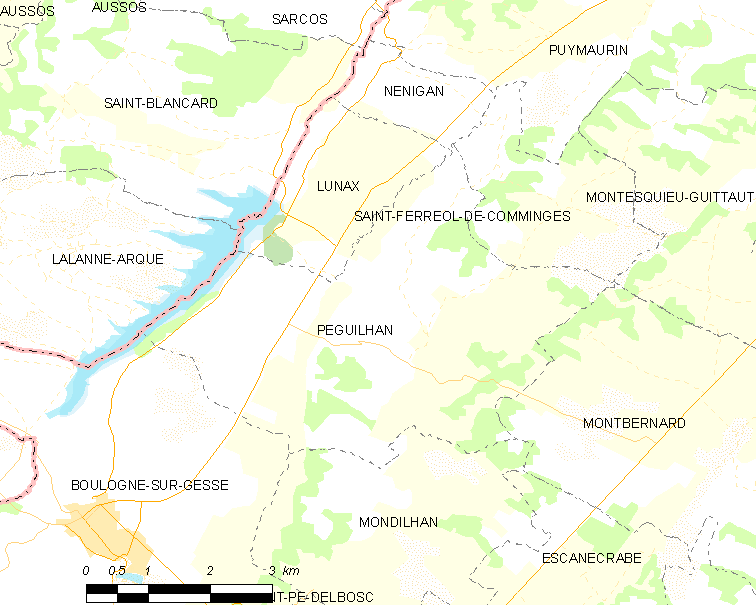
Карта коммуны

Коммуна расположена приблизительно в 630 км к югу от Парижа, в 70 км к юго-западу от Тулузы.
По территории коммуны протекает река Жес, на западе расположено озеро Жимон.

## Климат
Климат умеренно-океанический. Зима мягкая и снежная, весна характеризуется сильными дождями и грозами, лето сухое и жаркое, осень солнечная. Преобладают сильные юго-восточные и северо-западные ветры.

## Население
Население коммуны на 2010 год составляло 251 человек.
| 1962 | 1968 | 1975 | 1982 | 1990 | 1999 | 2010 |
| ---- | ---- | ---- | ---- | ---- | ---- | ---- |
| 355  | 334  | 259  | 250  | 232  | 220  | 251  |

## Администрация
| Период | Период | Фамилия        | Партия | Примечания |
| ------ | ------ | -------------- | ------ | ---------- |
| 1944   | 1959   | Марсель Тёле   |        |            |
| 1959   | 1965   | Эме Адам       |        |            |
| 1965   | 1972   | Марсель Каррер |        |            |
| 1972   | 1977   | Жан Сестак     |        |            |
| 1977   | 2008   | Алекс Кастекс  |        |            |
| 2008   | 2020   | Мишель Брокас  |        |            |

## Экономика
В 2010 году среди 145 человек трудоспособного возраста (15—64 лет) 93 были экономически активными, 52 — неактивными (показатель активности — 64,1 %, в 1999 году было 61,8 %). Из 93 активных жителей работали 90 человек (48 мужчин и 42 женщины), безработных было 3 (1 мужчина и 2 женщины). Среди 52 неактивных 11 человек были учениками или студентами, 26 — пенсионерами, 15 были неактивными по другим причинам.

## Фотогалерея

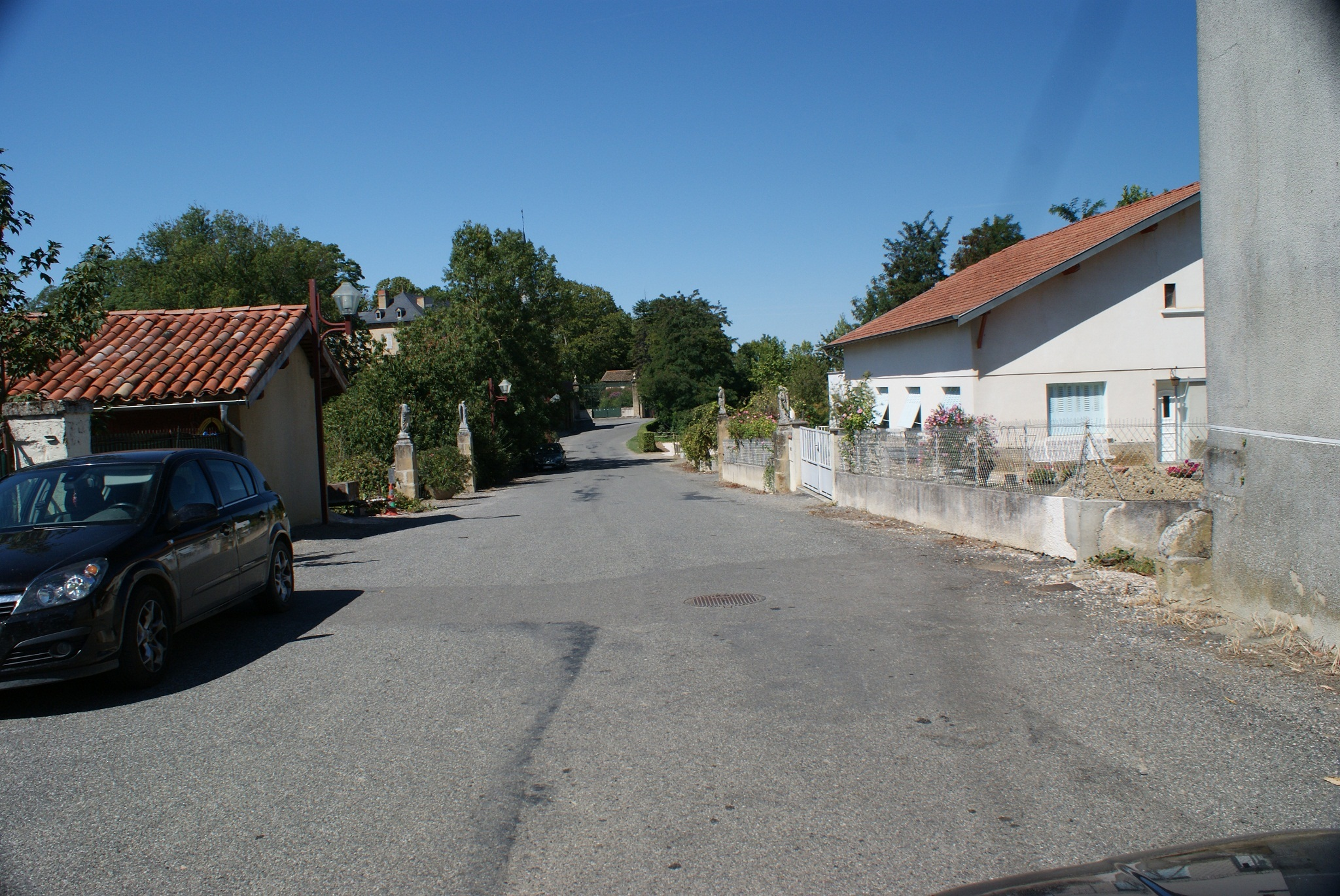
Пегийан
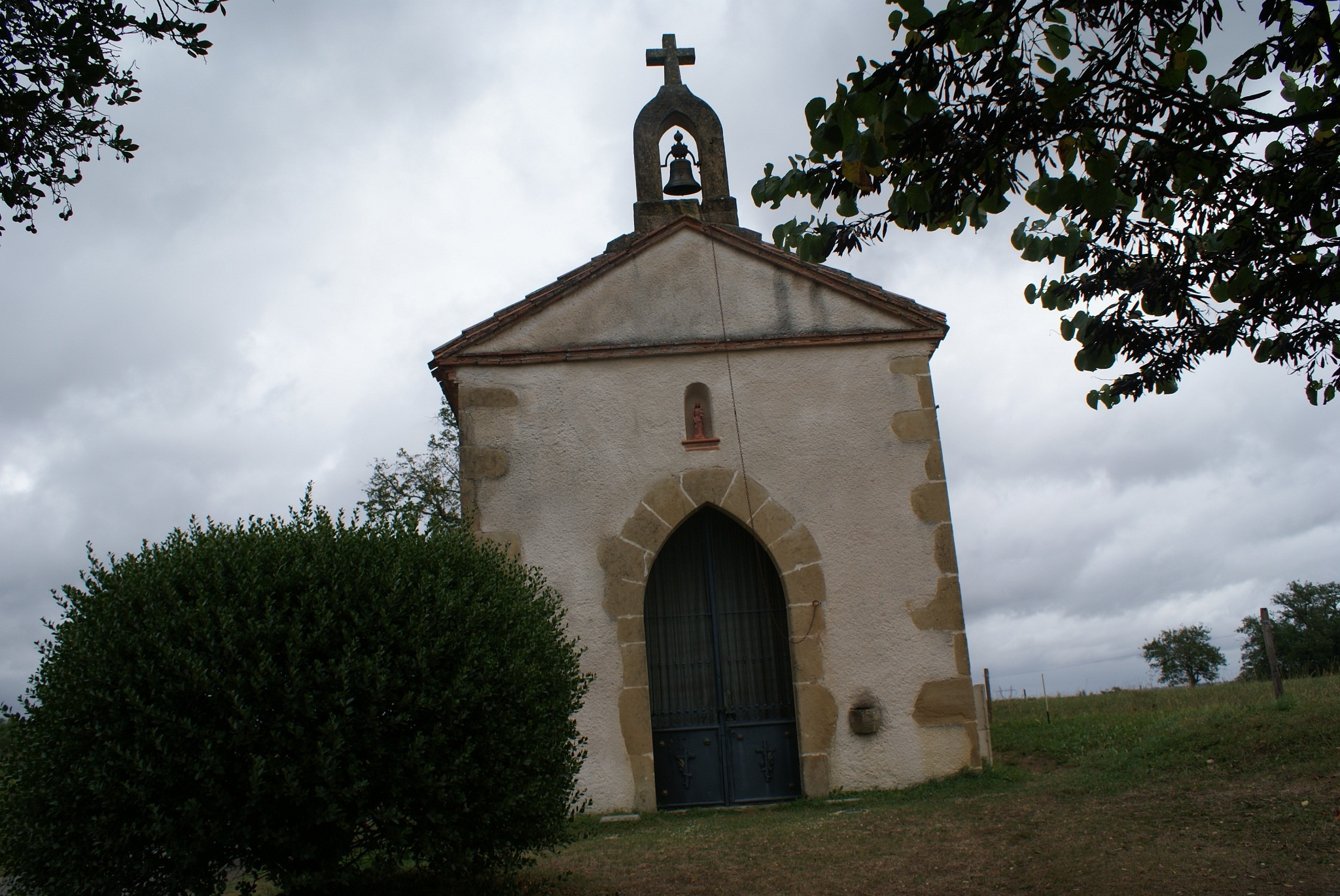
Часовня Св. Германа
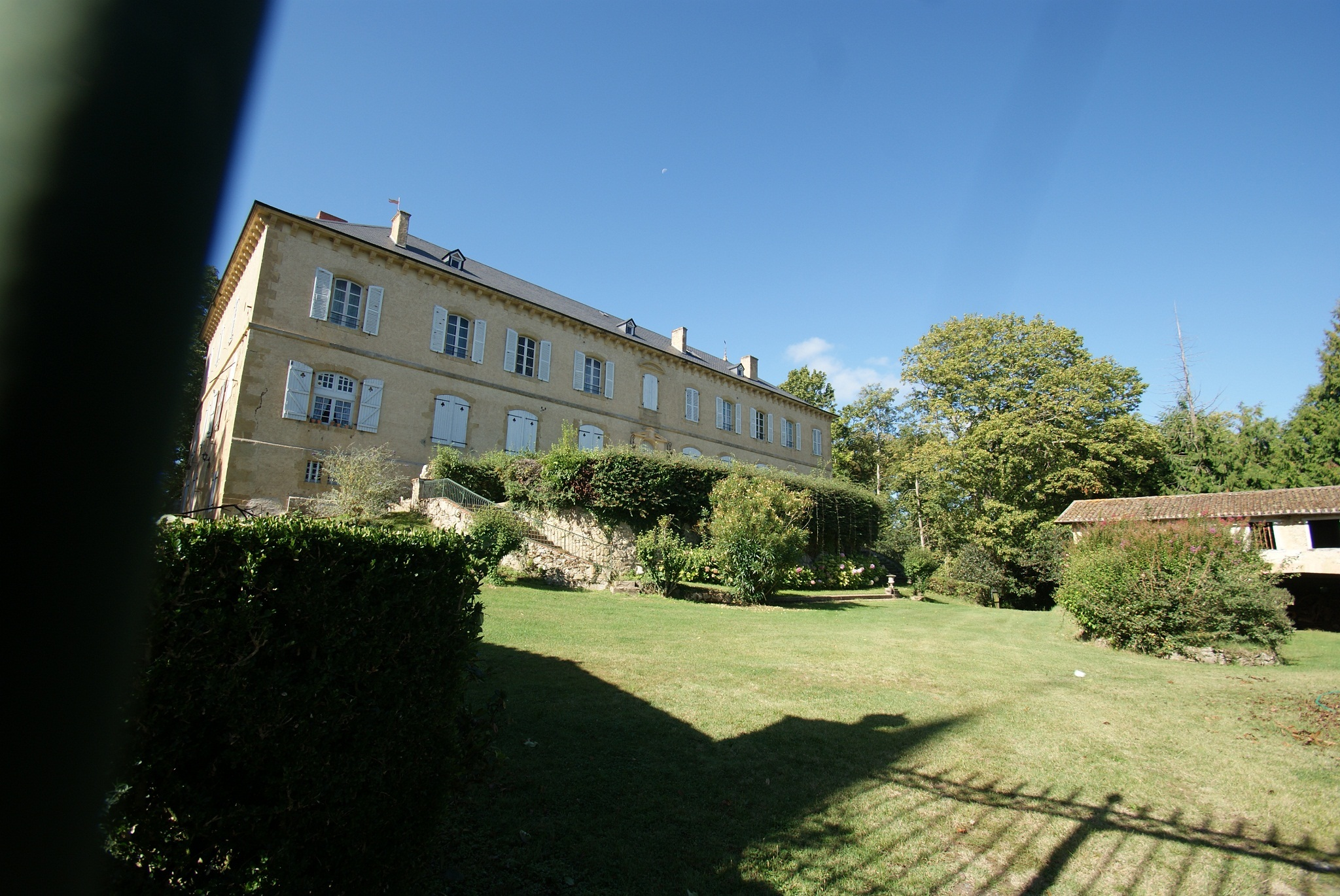
Замок Вильнёв
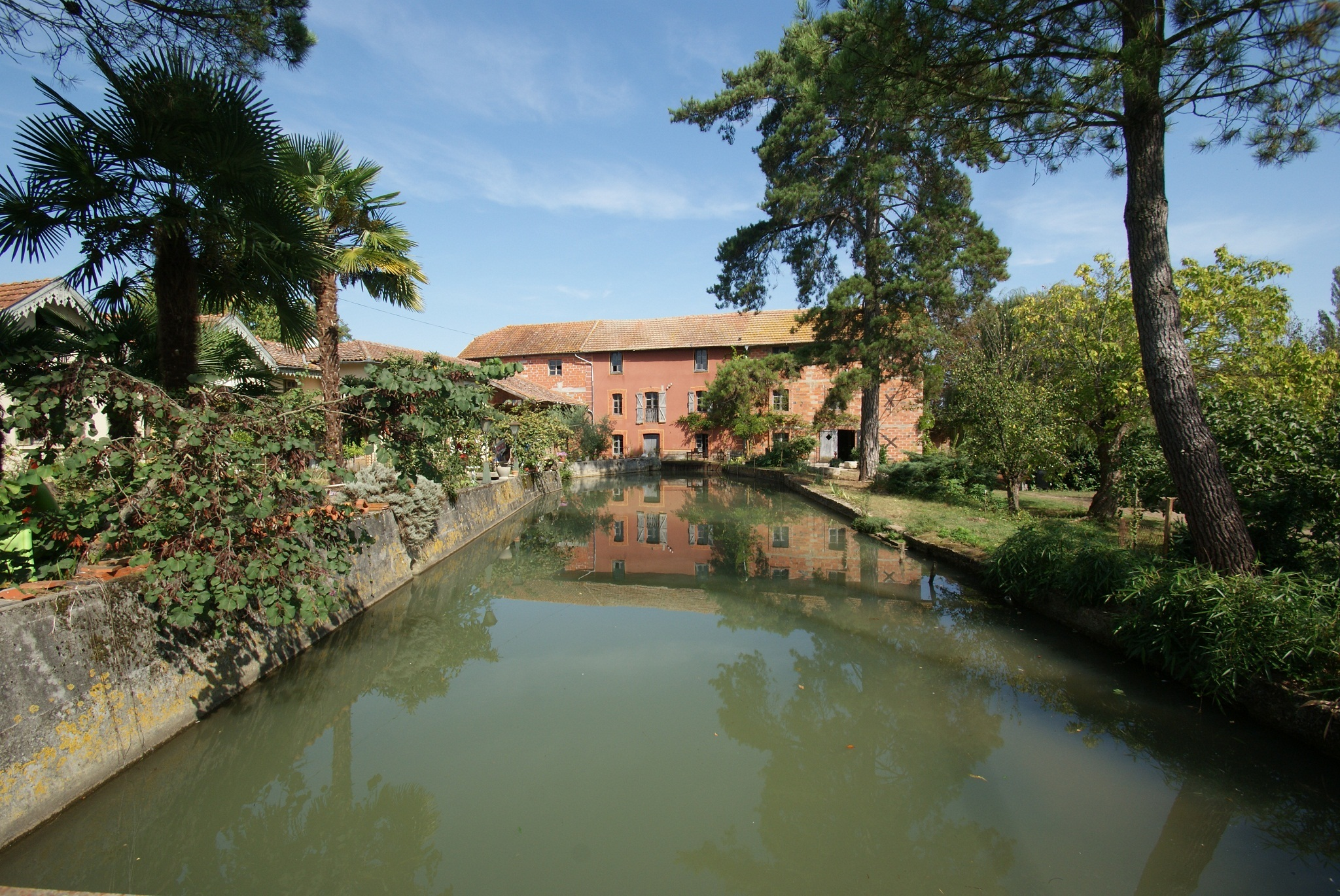
Водяная мельница